# نادین پروهاسکا
نادین پروهاسکا (انگلیسی: Nadine Prohaska؛ زادهٔ ۱۵ اوت ۱۹۹۰) بازیکن فوتبال اهل اتریش است.
از باشگاه‌هایی که در آن بازی کرده‌است می‌توان به باشگاه فوتبال زنان بایرن مونیخ اشاره کرد.
وی همچنین در تیم ملی فوتبال زنان اتریش بازی کرده‌است.